# Kalven (Lycksele socken, Lappland, 719917-161949)
Kalven är en sjö i Lycksele kommun i Lappland och ingår i Umeälvens huvudavrinningsområde. Sjön har en area på 0,133 kvadratkilometer och ligger 297,1 meter över havet. Sjön avvattnas av vattendraget Ruskträskbäcken.

## Delavrinningsområde
Kalven ingår i det delavrinningsområde (720084-161900) som SMHI kallar för Inloppet i Yttre Tväråträsket. Medelhöjden är 310 meter över havet och ytan är 5,43 kvadratkilometer. Det finns ett avrinningsområde uppströms, och räknas det in blir den ackumulerade arean 22,43 kvadratkilometer. Ruskträskbäcken som avvattnar avrinningsområdet har biflödesordning 3, vilket innebär att vattnet flödar genom totalt 3 vattendrag innan det når havet efter 219 kilometer. Avrinningsområdet består mestadels av skog (63 procent) och sankmarker (31 procent). Avrinningsområdet har 0,18 kvadratkilometer vattenytor vilket ger det en sjöprocent på 3,4 procent.